# Aventures australes
Aventures australes (Riptide) est une série télévisée australienne en 26 épisodes de 52 minutes créée par Michael Noonan et diffusée entre le 6 février et 31 juillet 1969 sur Seven Network.
En France, la série a été diffusée à partir du 29 juin 1972 sur la première chaîne de l'ORTF.

## Synopsis
Cette série met en scène les aventures de Moss Andrews, capitaine d'un bateau qu'il met au service de touristes le long de la grande barrière de corail.

## Distribution
- Ty Hardin (VF : Pierre Fromont) : Moss Andrews
- Jonathan Sweet (en) : Neil Winton (8 épisodes)
- Sue Costin : Judy Plenderleith (8 épisodes)
- Slim DeGrey : Carl (7 épisodes)
- Chris Christensen : Barney Duncan (3 épisodes)

## Épisodes
1. Titre français inconnu (Bound From California)
2. Titre français inconnu (Dangerous Pick-up)
3. Titre français inconnu (Jump High, Land Easy)
4. Titre français inconnu (Surprise, Surprise)
5. Titre français inconnu (One Way To Nowhere)
6. L'île interdite (Chance Of A Lifetime)
7. Titre français inconnu (The Boat That Went To Sea)
8. Titre français inconnu (Echoes From A Lost Valley)
9. Titre français inconnu (Lend A Helping Fist)
10. Le mythe Mcquade (The McQuade Myth)
11. Titre français inconnu (The Captain's Blood)
12. Titre français inconnu (Affair At Mangrove Creek)
13. Titre français inconnu (Sharky)
14. Titre français inconnu (Dead But Not Forgotten)
15. Titre français inconnu (Daybreak Island)
16. Titre français inconnu (North Of The Headland)
17. Titre français inconnu (Brethren Island)
18. Titre français inconnu (To Murder A Mermaid)
19. Titre français inconnu (Turnabout)
20. Tempête sur la baie (Down At The Bay)
21. Titre français inconnu (Good Friday Island)
22. Titre français inconnu (Hagans Kingdom)
23. Titre français inconnu (Game For Three Hands)
24. Titre français inconnu (Black Friday)
25. Titre français inconnu (Flight Of The Curlew)
26. Titre français inconnu (Clean Sweep)